# روني شوارتز
روني شوارتز (بالدنماركية: Ronnie Schwartz)‏ (29 أغسطس 1989 في الدنمارك - ) هو لاعب كرة قدم دانمركي في مركز الهجوم. شارك مع منتخب الدنمارك تحت 17 سنة لكرة القدم ومنتخب الدنمارك تحت 19 سنة لكرة القدم ومنتخب الدنمارك تحت 21 سنة لكرة القدم. أما مع النوادي، فقد لعب مع نادي أوبه ونادي إيسبيرغ ونادي بروندبي ونادي راندرس ونادي غانغون والبورك بولدسبيلكلوب ‏.

## وصلات خارجية
- روني شوارتز على موقع الاتحاد الدولي (مؤرشف)  (الإنجليزية)
- روني شوارتز على موقع قاعدة بيانات كرة القدم.إي يو (الإنجليزية)
- روني شوارتز على موقع Soccerway.com (الإنجليزية)
- روني شوارتز على موقع عالم كرة القدم.نت (الإنجليزية)
- روني شوارتز على موقع AS.com (الإسبانية)